# Johnny Rapid
Hylan Anthony Taylor, conocido profesionalmente como Johnny Rapid, es un actor pornográfico de la industria gay. Es un modelo exclusivo del sitio Men.com.

## Primeros años
Hylan Anthony Taylor nació el 24 de agosto de 1992 en Conyers (Georgia), cerca de Atlanta. De adolescente fue un niño común, entusiasta de los carros y boxeador. Se graduó de la Rockdale District School en 2010. Los estudios no eran, sin embargo, su fuerte, y viniendo de orígenes modestos, entró muy temprano a trabajar en ocupaciones corrientes. Todo cambió cuando, a la edad de dieciocho años, perdió su trabajo de verano. Consultando anuncios por internet, encontró que realizar pornografía gay era una manera rápida de hacer dinero.

## Carrera pornográfica
En su 18º cumpleaños acudió a un estudio pornográfico gay a realizar una audición. Los agentes quedaron realmente impresionados por sus habilidades eróticas y su corta edad, además del físico único con el que contaba, por lo que le ofrecieron trabajo inmediatamente. El siguiente miércoles marcó el inicio de su carrera. En tan solo unas pocas semanas, se había convertido en una de las estrellas de pornografía gay más buscadas y famosas del momento, superando incluso en búsquedas por Google al famoso Cody Cummings.
Cuando le pidieron que encontrase un pseudónimo, eligió Johnny ("porque es el tipo de nombre que es fácil de recordar") y Rapid como seña a su pasado como boxeador aficionado, cuyas habilidades rápidas de respuestas le hacían sobresalir. Hylan Anthony Taylor se convirtió en Johnny Rapid. Durante sus nueve años de carrera, ha realizado más de 200 escenas y se ha convertido en el modelo mejor pagado de toda la industria, llegando a ser la figura e imagen de Men.com. En 2013, tomó el papel de Charlie David en la película I'm a Porn Star ("Soy una estrella porno", en español), con Brent Everett, Colby Jansen y Rocco Reed, como uno de los principales entrevistados. También se convirtió en uno de los modelos de Andrew Christian, que diseña interior para el público gay. Posó para los comerciales Wake Up with Johnny Rapid (abril de 2013) y Studburbia (julio de 2013).
En 2015, el canal oficial del estudio publicó un vídeo donde Johnny le ofrece dos millones de dólares al artista canadiense Justin Bieber por protagonizar, junto a él, una escena para el sitio.